# Bartok (compilateur)
Pour les articles homonymes, voir Bartok (homonymie).
Bartok est un projet de Microsoft Research pour créer un compilateur optimisé, assez efficace pour le développement de noyau de système d'exploitation. Bartok rend possible l'utilisation d'un langage fortement typé, pour améliorer la robustesse des programmes. Il permettra aussi de faciliter la parallélisation des différentes tâches élémentaires d'un programme et donc d'améliorer les performances. 
Le compilateur Bartok a été utilisé pour créer le système d'exploitation Singularity de Microsoft Research